# Anisocycla grandidieri
Anisocycla grandidieri är en tvåhjärtbladig växtart som beskrevs av Henri Ernest Baillon. Anisocycla grandidieri ingår i släktet Anisocycla och familjen Menispermaceae. Inga underarter finns listade i Catalogue of Life.